# Ziepbeek
Ziepbeek är ett vattendrag i Belgien.   Det ligger i provinsen Limburg och regionen Flandern, i den östra delen av landet, 100 km öster om huvudstaden Bryssel.
Runt Ziepbeek är det i huvudsak tätbebyggt. Runt Ziepbeek är det tätbefolkat, med 947 invånare per kvadratkilometer.